# Andrés Sánchez Pascual
Andrés Sánchez Pascual (Navalmoral de la Mata, Cáceres, 1936) es doctor en filosofía por la Universidad de Madrid, profesor de ética en la Universidad de Barcelona y desde 1963 se ha especializado en la traducción del alemán al español de obras de pensamiento y literatura, destacando, por encima de todas, las de Nietzsche y Jünger.

## Biografía
Nació en Navalmoral de la Mata (Cáceres), en 1936. Hijo de Calixto Sánchez y Teresa Pascual, tiene tres hermanos, Teresa Sánchez, Ángel Sánchez (premio Adonais de poesía y expresidente de los escritores extremeños) y Jerónimo Sánchez.
Fue rector de la Universidad Laboral de Cáceres. Es traductor de autores alemanes, principalmente de filósofos. Ha traducido para Alianza Editorial una buena parte de la obra de Friedrich Nietzsche (El nacimiento de la Tragedia, Así habló Zaratustra, Más allá del bien y del mal, La genealogía de la moral, El crepúsculo de los ídolos, Ecce homo, El Anticristo), así como el estudio de Eugen Fink sobre el filósofo. Además, ha realizado para la editorial Edhasa una selección y traducción de aforismos del filósofo alemán (Aforismos). Sin olvidar sus magníficas y hoy ya imprescindibles traducciones de Ernst Jünger.
Sánchez Pascual fue profesor en la Universidad de Barcelona (Facultad de filosofía), en la materia de Teorías Éticas donde profesó con general virtud entre otros autores a Nietzsche, Sócrates y Platón.
Tiene dedicada una calle en Navalmoral de la Mata.

## Premios
- En 1995 fue galardonado con el Premio Nacional de Traducción por el conjunto de su obra.
- Premio de traducción Ángel Crespo en 1999 por El libro del reloj de arena, de Ernst Jünger.

## Obra
- Teología actual: diálogo teológico entre protestantes y católicos (1960)
- Unidad europea y cristianismo, de Joseph Lortz (1961)
- Muerte y vida: las ultimidades (1962)
- Historia de la Iglesia: desde la perspectiva de la historia de las ideas, de Joseph Lortz (1962)
- El cristiano y la teología: investigaciones sobre el puesto del pensamiento teológico en el sistema de las ciencias, de Nikolaus Monzel (1962)
- Dominio de Dios y libertad del hombre: pequeña suma teológica, de Romano Guardini (1963)
- El poder: una interpretación teológica, de Romano Guardini (1963)
- Creer y saber: vías para una solución del problema, de Heinrich Fries (1963)
- La mujer en la salvación (1964)
- Peligros en el catolicismo actual, de Karl Rahner (1964)
- La piedad (1964)
- Los sentidos y el conocimiento religioso, de Romano Guardini (1965)
- Faltan cinco minutos, de Susanne Labin (1965)
- Espiritualidad para un tiempo de incertidumbre, de Oliver A. Rabut (1965)
- La fe en nuestro tiempo, de Romano Guardini (1965)
- Visión católica de la herencia protestante: estudios para el diálogo ecuménico, de Otto Karrer (1966)
- La filosofía de Nietzsche, de Eugen Fink (1966)
- Aspectos de la Iglesia, de Heinrich Fries (1966)
- Psicología de la publicidad, de Ludwig Holzschuher (1966)
- ¿Quién es un cristiano?, de Hanz Urs von Balthasar (1967)
- El rito y el hombre: sacralidad natural y liturgia, de Louis Bouyer (1967)
- Kierkegaard vivo, de Coloquio sobre Kierkegaard Vivo (París, 1964) (1968)
- Relato de mi vida, de Thomas Mann (1969)
- Freud, de Ludwing Marcuse (1969)
- La inhospitalidad de nuestras ciudades, de Alexander Mitscherlich (1969)
- El problema del tiempo libre: estudio antropológico y pedagógico, de Erich Weber (1969)
- Fundamentos del comportamiento colectivo, de Alexander Mitscherlich; Margarete Mitscherlich (1970)
- El hombre sin alternativa: sobre la posibilidad e imposibilidad de ser marxista, de Leszek Kołakowski (1970)
- Leibniz, de Hanz Heinz Holz (1970)
- Teología de la esperanza, de Jürgen Moltmann (1971)
- Ecce homo, de Friedrich Nietzsche (1971)
- El desafío del prójimo: desafío a la sociedad del bienestar (1971)
- Introducción a la sociología de la religión, de Joachim Matthes (1971)
- La genealogía de la moral: un escrito polémico, de Friedrich Nietzsche (1971)
- Así habló Zaratustra, de Friedrich Nietzsche (1972)
- Más allá del bien y del mal: preludio de una filosofía del futuro, de Friedrich Nietzsche (1972)
- Crepúsculo de los ídolos o Cómo se filosofa con el martillo, de Friedrich Nietzsche (1973)
- El nacimiento de la tragedia, de Friedrich Nietzsche (1973)
- El anticristo: maldición sobre el cristianismo, de Friedrich Nietzsche (1974)
- Schopenhauer, Nietzsche, Freud, de Thomas Mann (1984)
- Impromptus, de Theodor W. Adorno (1985)
- El juego de ojos: historia de mi vida, 1931-1937, de Elias Canetti (1985)
- Mahler, de Theodor W. Adorno (1987)
- Tempestades de acero, de Ernst Jünger (1987)
- Mi travesía de los Pirineos, de Lisa Fittko (1988)
- La emboscadura, de Ernst Jünger (1988)
- Consideraciones intempestivas I, de Friedrich Nietzsche (1988)
- Rheinsberg: un libro ilustrado para enamorados, de Kurt Tucholsky (1988)
- Radiaciones I, de Ernst Jünger (1989)
- El séptimo lote, de Pierre Gripari (1989)
- El trabajador: dominio y figuras, de Ernst Jünger (1990)
- Sobre los acantilados de mármol, de Ernst Jünger (1990)
- Escritos sobre el lenguaje, de Wilhem von Humboldt (1991)
- Diarios secretos, de Ludwig Wittgenstein (1991)
- Respuesta a Job, de Carl Gustav Jung (1992)
- Cartas a los padres de los años 1922-1924, de Franz Kafka (1992)
- Radiaciones II, de Ernst Jünger (1992)
- La tijera, de Ernst Jünger (1993)
- La venus de las pieles, de Leopold von Sacher-Masoch (1993)
- María Antonieta, de Stefan Zweig (1993)
- Tipos psicológicos, de Carl Gustav Jung (1994)
- Aforismos, de Friedrich Nietzsche (1994)
- Schopenhauer como educador y otros textos, de Friedrich Nietzsche (1995)
- Parábolas, aforismos y comparaciones, de Arthur Schopenhauer (1995)